# Іллорія (герб)
Іллорія (Illorya) — герб литовсько-руської (української) шляхти, що походила від татаро-монгольської знаті.

## Історія герба
Після розширення кордонів держави до Криму та Північного Причорномор'я Великим князем Литовським, Руським та Жемантійським Вітовтом, велика кількість місцевої знаті перейшла на слубжу до ВКЛ.
Це, в основному, були ті монголо-татарські воєнначальники, що прибули на терени сучасної України на початку XII століття з Кіпчацкого царства, Ногайського, Едесанського і Буджацького князівств. Ця верства складалась з родовитих князів, беків та мурз, які з різних причин покинули свої країни, а після прибуття до ВКЛ надходили на службу в литовсько-татарських полках.
Слово «князь» в монголо-татарській традиції означало «начальник», а також цей титул надавався нащадком правлячого роду, мірза або мурза (від арабського «емірзаде») означає в Криму родовитого шляхтича, що має право сидіти на килимі.
Після приєднання Великого князівства Литовського, Руського та Жемантійського до Польщі, їхні нащадки отримали всі права та привілеї польської шляхти. Відомі такі прізвища: Найман-бек-Олешкович-Кричинські, Туган-бек-Дагестанські-Барановські, Улан-бек-Полянські, Яляр-бек-Заблоцький та інші. Ці прізвища виникали після одружень татарської знаті на дочках місцевої шляхти. Так татарський князь Туган-бек прибув до Литви з дружиною і двома синами: Міраном і Елькандером, хорунжий Барановський видав свою дочку за Мірана, а князь Найман-бек був одруженим із дочкою литовсько-руського боярина Олешка, прийняв прізвище Олешковича. Князі Яляр-бек, Кульземан-емірза, Мухір-емірза, Едигей-емірза, від виділених маєтків: Заблоть, Талькуни, Рейжево, Корице, отримали прізвища: Заблоцького, Тальковского, Рейжевского, Корицького і т. д.
Мурза Іллорійський (MURZA ILLORYJSKI, JA ŁOIR-MURZA) взяв собі прізвище Заблоцький, й був наділений гербом «Іллорія». Походив з народності джалаїр.